# Trombin
Trombin (även faktor II eller faktor IIa) är ett protein som utgör en viktig del av blodkoaguleringen. Protrombin (faktor II) är en glykoprotein som syntetiseras i levern under närvaro av vitamin K och har en halveringstid på 60 timmar. Protrombin aktiveras till trombin vid närvaro av kalcium, faktor V och lipider, aktiverad faktor X. Utan något av dessa ämnen sker aktiveringen långsamt.

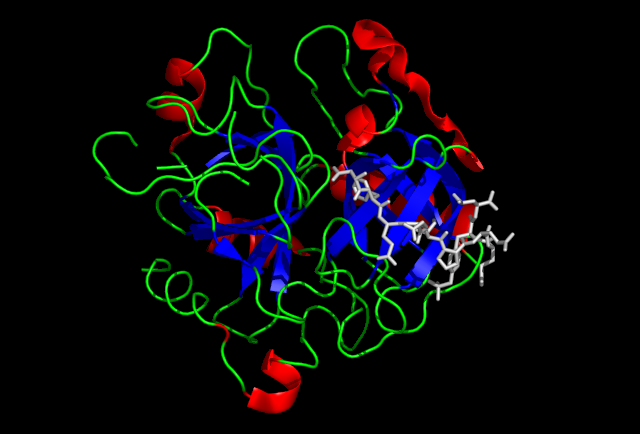
Trombinmolekylen

## Funktion
Trombin har flera viktiga funktioner i blodkoaguleringen, såsom att omvandla fibrinogen till fibrin, aktivera faktor V som bidrar till att mer trombin bildas, dela von Willebrands faktor från faktor VIII som därmed blir aktiverad, tillsammans med aktiv faktor XII aktiverar trombin faktor XI, aktivera faktor XIII som ökar stabiliteten hos koaglet, stimulera till ökad aktivering av trombocyter och aktivering av protein C som har en hämmande effekt på blodkoaguleringen.[källa behövs]

## Användning
Trombin bildar tillsammans med fibrinogen livsmedelstillsatsen köttklister (köttlim), som kan användas för att sammanfoga delar av kött. I en omröstning i EU-kommissionens ständiga kommitté för livsmedelskedjan och djurhälsa beslöts den 8 februari 2010 att köttklister skulle godkännas som livsmedelstillsats i EU. Efter ett förslag som utformats av Åsa Westlund röstade EU:s miljöutskott nej till användning med 31 ja-röster mot förbud och 21 nej. Därför ska frågan tas upp i Europaparlamentet.[när?]

## Sjukdom
Genen som faktor II sitter på heter F2. Mutationer i F2 kan leda till flera olika sjukdomar, bland annat trombofili som orsakas av defekt trombin. Detta är en rubbning av hemostasen som påverkas av flera faktorer som kännetecknas av onormalt blodplättsaggregation.F2 ligger på p-armen på position 11.2 på kromosom 11. Den innehåller 14 exon och är ca 21 kb, har 5 transkript, 67 ortologer och 9 paraloger. Den är även associerad med 6 fenotyper.
Protrombin-relaterad trombofili är en störning av blodets koagulation som nedärvs dominant. Trombofili är en ökad tendens att få onormala blodproppar i blodkärl. De som har protrombin-relaterad trombofili har en något högre risk att få en typ av blodpropp som kallas djup venös trombos. Detta uppstår oftast i benens djupa vener. Det finns även en ökad risk hos patienter att utveckla lungemboli, då förflyttas en propp till lungorna via blodet och fastnar. De flesta som har protrombin-relaterad trombofili utvecklar dock oftast aldrig onormala blodproppar. Protrombin-relaterad trombofili är den näst mest vanligaste ärftlig formen av trombofili, den första är faktor V Leiden trombofili. I den vita populationen i USA och Europa har cirka 2 % protrombin-relaterad trombofili. Det är dock inte lika vanligt i andra etniska grupper, det förekommer i mindre än 1 % i bland annat i afrikanska amerikaner, indianer eller i asiatiska populationer. 